# 张钰 (演员)
张钰（1976年11月10日—），中国大陆女演员，湖北十堰郧县人，原名张明容。2006年11月她因为在网络上公布多名大陆知名导演与女演员的潜规则录像事件而开始受到中国社会的关注和争议。

## 简介
张钰中专毕业后开始从事影艺事业，主演的电视剧有《大清蒙古王》、《小城交警》、《康熙帝国》、《蓝色妖姬》和《警坛风云》等。代言的商品有“漢王電腦鐘錶”、“起鳳保健品”等。

## 性爱录像事件

### 事件回放
11月，张钰将部分录像在网络上公开，引起了中国大陆娱乐界的轩然大波，并被社会普遍关注。
北京市人民法院一审已驳回了张钰对“三大名导”的上诉。

目前被公开的性爱录像男主角包括黄健中和一些知名的副导演等人，她所公开的录象的女主角都是一些受害者，包括张钰本人。张钰声称将会在网上不断公开“第二部”和“第三部”录象。

### 各方回应
- 当事人之一的黄健中表示“不拍黄片不打官司，给那女子留条路”。
- 另一当事人曾将多部金庸小说拍成电视剧的名导张纪中则称：张钰太恶毒，是个无赖。[5]
- 而黄健中的姐姐则表示张钰的资料和话都存在着漏洞。
- 演员戴军则声称“最看不上张钰那样的，让她自生自灭可以了”。
- 副导演陈友旺称“哪里有被强暴时主动宽衣解带的？”[6]

而一般的大陆网友普遍流露出对张钰的同情，并表示支持她敢于揭露黑暗娱乐圈的行动，尤其是一些女性网友纷纷对张钰的“勇敢”叫好，一些女性网友喊出了“让那些不负责任的男人负上该负的责任”。另外一些网友的态度则比较理智，他们认为娱乐圈本来就是如此，没有必要大惊小怪，张钰所揭露的只不过是一直在每一个娱乐圈内部人士中发生的事情罢了，即使揭露了它的一角，大的范围内还是没有办法改变，因为已经根深蒂固等。一小部分网友认为张钰只不过是想借此事炒作自己罢了，他们认为张钰的行为无非是像利用此事的倍受关注而另自己出名。
在2007年1月13日出版的《2006中国法治蓝皮书》将此事列入。